# Monte Kangerluluup

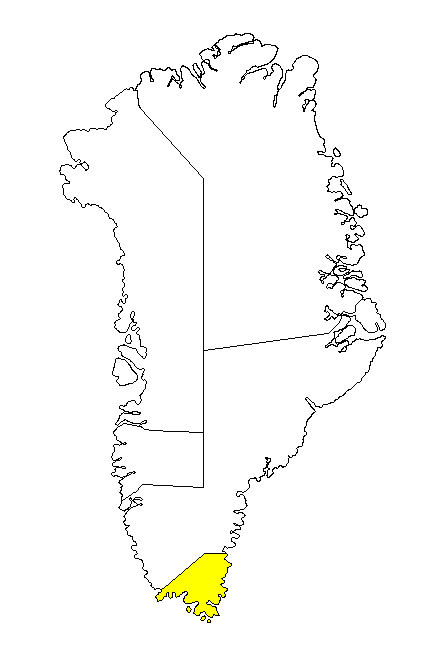
Comune di Kujalleq, dove si trova il monte Kangerluluup

Il monte Kangerluluup (groenlandese: Kangerluluup Qaqqaa) è una montagna della Groenlandia di 890 m. Si trova a 60°36'N 45°31'O; appartiene al comune di Kujalleq.